# Ley contra la Homosexualidad de 2023
La Ley contra la Homosexualidad de 2023 es una ley de Uganda que criminaliza la homosexualidad. El parlamento ugandés aprobó el proyecto de ley, que luego fue enviado al presidente Yoweri Museveni el 21 de marzo de 2023 y promulgada el 29 de marzo del mismo año. Según el proyecto de ley, las personas condenadas por tener relaciones homosexuales podrían ser ejecutadas por «conducta homosexual reiterada».

## Historia
El 28 de febrero de 2023 el Parlamento de Uganda concedió permiso a Asuman Basalirwa para presentar un proyecto de ley contra la homosexualidad, que es una versión revisada y más dura de la Ley contra la Homosexualidad de 2014, que reforzaba las sentencias de prisión existentes por conductas entre personas del mismo sexo y prohibía la "promoción de la homosexualidad", pero fue anulada por el Tribunal Constitucional por motivos procedimentales. El proyecto de ley criminaliza a cualquier persona que "se identifique como lesbiana, gay, transgénero, queer o cualquier otra identidad sexual o de género que sea contraria a las categorías binarias de hombre y mujer", con un castigo de hasta diez años de prisión.
El 21 de marzo, el parlamento ugandés aprobó por unanimidad el proyecto de ley con disposiciones más duras contra las relaciones homosexuales. El proyecto de ley incluye los cargos de "homosexualidad agravada" e "intento de homosexualidad" con penas de hasta 10 años de prisión. La ley aprobada fue enviada al presidente Yoweri Museveni, quien debía promulgarla o vetarla.

### Disposiciones del proyecto de ley aprobado
La versión final del proyecto de ley, que el Parlamento aprobó el 21 de marzo, contiene las siguientes disposiciones:
- La pena máxima por actos homosexuales es cadena perpetua, mientras que la pena máxima por tentativa de actos homosexuales es de 10 años de prisión. Además, las personas condenadas por homosexualidad o intento de homosexualidad no pueden ser empleadas en guarderías, incluso después de su puesta en libertad.
- La pena máxima por "homosexualidad agravada" es la muerte, mientras que la pena máxima por intento de "homosexualidad agravada" es prisión de 14 años. Además, las personas condenadas por homosexualidad agravada o intento de homosexualidad agravada no pueden ser empleadas en guarderías, incluso después de su puesta en libertad. La homosexualidad agravada se define como las relaciones sexuales con una persona mayor de 75 años o menor de 18, una persona que no consiente o no puede consentir, o una persona discapacitada o mentalmente enferma. Los delincuentes en serie (es decir, aquellos que fueron condenados por homosexualidad varias veces) también se definen como "homosexuales agravados".
- La pena máxima para los menores condenados por homosexualidad es de prisión de 3 años.
- La pena máxima por alquilar un local a sabiendas a personas que deseen participar en actos homosexuales en dicho local es una pena de prisión de 10 años.
- La pena máxima por promover la homosexualidad es prisión de 10 años.
- La pena máxima por compartir pornografía homosexual con un menor es de 20 años de prisión.
- La pena máxima por reclutar o transportar a un niño para facilitar el sexo homosexual es cadena perpetua.
- La pena máxima por "pretender contraer un matrimonio entre personas del mismo sexo", así como por asistir a sabiendas a una supuesta ceremonia de matrimonio entre personas del mismo sexo, es una pena de prisión de 10 años.
- La pena máxima por no denunciar un acto homosexual presenciado es de prisión de 6 meses. Se exceptúan de esta disposición los abogados que actúen en su carácter oficial.
- La pena máxima por acusar falsamente a otra persona de homosexualidad es prisión de 1 año.

### Devolución del proyecto de ley al parlamento para su reconsideración
El 20 de abril, la Agence France-Presse informó que los agentes de la ley habían aconsejado al presidente, Yoweri Museveni, que no aprobara el proyecto de ley. NTV Uganda informó además que el grupo parlamentario del gobernante Movimiento de Resistencia Nacional había pedido al presidente que devolviera el proyecto de ley al parlamento para que lo volviera a redactar, lo que Museveni hizo el mismo día. Más específicamente, Museveni pidió al Parlamento que aclare que las "propensiones" homosexuales no constituyen un delito si no se actúa en consecuencia y que elimine la obligación de denunciar los actos de homosexualidad.

### Revisión por el parlamento y promulgación
El 2 de mayo, el Parlamento volvió a aprobar el proyecto de ley con una votación de 348 a 1, siendo Fox Odoi-Oywelowo el único diputado que votó en contra. Paul Kwizera, quien anteriormente había expresado su oposición a la ley propuesta, votó a favor esta vez, después de haber sido presionado por algunos de sus electores para que lo hiciera. Se mantuvo la pena de muerte por homosexualidad agravada, pero en el nuevo borrador no se penaliza la mera identificación como LGBT y la obligación de denunciar un acto homosexual se aplica solo si dicho acto involucra a una 'persona vulnerable', con la pena máxima por no denunciar aumentada de seis meses a cinco años.
El 29 de mayo de 2023 la ley fue promulgada oficialmente por el presidente Yoweri Museveni.

## Reacciones
El director regional para África Oriental y Meridional de Amnistía Internacional dijo que el presidente debería vetar el proyecto de ley, que equivalía a "un ataque grave a las personas LGBTI" y era "despreciativo de la constitución de Uganda"; además lo llamó "ambiguo" y "vagamente redactado". Volker Türk, Alto Comisionado para los Derechos Humanos de las Naciones Unidas, hizo llamados similares. Según Türk, el proyecto de ley:
- era "discriminatorio" y "probablemente uno de los peores de su tipo en el mundo",
- "confunde las relaciones consentidas y no consentidas", las primeras de las cuales "nunca deberían ser criminalizadas", y las segundas deberían estar prohibidas sin referencia al género o la orientación sexual, y
- en conflicto con la constitución y las obligaciones internacionales de Uganda.[14]

Estados Unidos, Reino Unido, Canadá, Alemania y la Unión Europea denunciaron el proyecto de ley.